# محسن العبیدی
محسن العبیدی (انگلیسی: Mohsen Labidi؛ زادهٔ ۱۵ ژانویهٔ ۱۹۵۴) بازیکن سابق فوتبال اهل تونس است.
وی از سال ۱۹۷۴ تا ۱۹۸۳ در تیم ملی فوتبال تونس بازی انجام داده است و عضو این تیم در جام جهانی فوتبال ۱۹۷۸ بوده است.